# Karin Dreijer
Pour l’album, voir Fever Ray (album).
Karin Elisabeth Dreijer (précédemment connue comme Karin Dreijer Andersson), née le 7 avril 1975 à Nacka, est une autrice-compositrice-interprète suédoise.
Karin se définit comme queer et genderfluid, et utilise les pronoms personnels neutres they en anglais et hen en suédois, dont l'équivalent français est iel.
Elle est principalement connue en tant que chanteuse du duo de musique électronique The Knife, formé avec son frère Olof Dreijer (en). Sous le pseudonyme de Fever Ray, elle sort également en 2009 un album solo éponyme. Son style vocal est à la fois perçant et grave, caractérisé par son accent et l'utilisation de correcteur de pitch. Sur scène, elle est connue pour porter des masques et son utilisation de rayons laser.

## Biographie

### Honey Is Cool (1994-2000)
De 1994 à 2000, Karin Dreijer est la chanteuse du groupe de Rock alternatif Honey Is Cool (en).

### The Knife (1999-2014)
Elle fonde avec son frère Olof le groupe The Knife en 1999[réf. souhaitée].

### Fever Ray (depuis 2009)
En 2005, Karin participe au titre What Else Is There? de Röyksopp, sorti sur l'album The Understanding. En 2008, elle donne sa voix pour le titre Slow du groupe dEUS de l'album Vantage Point. En 2009, elle prête de nouveau sa voix à Röyksopp pour les titres This Must Be It et Tricky Tricky de l'album Junior.
Alors que The Knife se sépare le temps d'une pause, Karin sort son premier album solo sous le nom de Fever Ray en mars 2009 sous le label Rabid Records (en) en Europe et en janvier 2009 sous le label Mute Records en Amérique du Nord. If I Had a Heart, le premier single de l'album, est sorti numériquement le 15 décembre 2008. L'album intitulé Fever Ray est sorti en version numérique le 13 janvier 2009. Il a été acclamé par la critique, et Dummymag.com en a fait son artiste préférée de l'année 2009.
En octobre 2017, elle sort son deuxième album solo, Plunge.
En mars 2023, elle sort son troisième album, Radical Romantics.

## Dans la culture populaire
- If I Had a Heart est utilisé comme générique d'ouverture de la série Vikings depuis 2013. Il apparaît aussi au cours du troisième épisode de la saison 4 de Breaking Bad, à la fin du septième épisode de la première saison de The Following, de l'épisode quinze de la première saison de la série Person of Interest, à la fin de l'épisode 11 de la saison 1 de la série The Originals, de l'épisode 2 de la saison 4 de Misfits, en ouverture du film Laurence Anyways (2012) de Xavier Dolan, ainsi que dans le film Horns d'Alexandre Aja en 2014, dans l'épisode 2 de la saison 4 de la série australienne Wentworth, dans le troisième épisode Born to Kill, dans l'épisode 8 de la saison 3 de Longmire[9], dans l'épisode 7 de la première saison des Nouvelles aventures de Sabrina.
- Keep the Streets Empty for Me est utilisé dans l'épisode 6 de la saison 1 de la série Nikita, dans la série Bones, lors de l'épisode 22 de la saison 6, dans le film Les Amours imaginaires (2010) de Xavier Dolan, dans l'épisode 4 de la saison 1 de la série Dark, dans l'épisode 9 de la saison 3 de Wentworth,à la fin du première épisode de la série suédoise Deliver me (2024) ainsi que pour la BO du film Le Chaperon rouge de Catherine Hardwicke, pour lequel Karin Dreijer Andersson a également écrit la chanson The Wolf[9]. Cette chanson est la bande son du trailer d'annonce et du final du jeu vidéo Far Cry Primal[10] de Ubisoft, publié en 2016[9], elle est également la musique du générique de fin du film suédois Pojkarna réalisé par Alexandra-Therese Keining sorti en septembre 2015.
- Coconut apparaît dans deux épisodes de l'émission de télévision britannique Top Gear[9].
- Concrete Walls est utilisé dans deux épisodes de la deuxième saison de la série Channel Zero[9].
- Now's the Only Time I Know apparaît dans le sixième épisode de la deuxième saison de Being Human : La Confrérie de l'étrange et dans le film Le Cercle : Rings en 2017[9], ainsi que dans le film suédois Pojkarna réalisé par Alexandra-Therese Keining.
- When I Grow Up est utilisé dans le film Tout va bien ! The Kids Are All Right en 2010[9] et dans la bande-son du jeu vidéo PES 2011 de Konami.

## Discographie

### Singles
- 2008 : If I Had a Heart
- 2009 : When I Grow Up
- 2009 : Triangle Walks
- 2009 : Seven
- 2009 : Stranger Than Kindness
- 2009 : Keep the Streets Empty for Me
- 2010 : Mercy Street
- 2011 : The Wolf
- 2017 : To the Moon and Back
- 2018 : Wanna Sip

### Collaborations
| Titre                    | Année | Artiste               | Album                        |
| ------------------------ | ----- | --------------------- | ---------------------------- |
| Cat                      | 1996  | Mazarine Street       | The Beast of Mazarine Street |
| Volksblues               | 1998  | The Bear Quartet (en) | Personality Crisis           |
| Wasted                   | 2000  | Robot                 | Fake or Real?                |
| Be a Stranger            | 2001  | The Bear Quartet      | Gay Icon                     |
| Axe Man                  | 2001  | Silverbullit          | Citizen Bird                 |
| Lost in the City Nights  | 2001  | Yvonne                | Hit That City                |
| What Else Is There?      | 2005  | Röyksopp              | The Understanding            |
| Slow                     | 2008  | dEUS                  | Vantage Point                |
| This Must Be It          | 2009  | Röyksopp              | Junior                       |
| Tricky Tricky            | 2009  | Röyksopp              | Junior                       |
| Discourse My New Romance | 2014  | Shinedoe              | Illogical Directions         |